# Beraldo III delfino d'Alvernia
Beraldo d'Alvernia, in francese Béraud III (1380 circa – 28 luglio 1426) fu conte di Clermont e di Montferrand e Delfino d'Alvernia dal 1400, e conte di Sancerre dal 1419 fino alla sua morte.

## Origine
Beraldo era il figlio maschio primogenito del Delfino d'Alvernia, Conte di Clermont e di Montferrand, Beraldo II e della sua terza moglie, la contessa di Sancerre, Margherita di Sancerre, come conferma un documento, datato 1436, delle Preuves de l'Histoire généalogique de la maison d'Auvergne, tome 2 (Beraldus Dalphini Margaretæ comitissæ de Sacrocæsare secundus nuptus fuerat; ex quorum matrimonio octo liberi videlicet, Beraldus, Johannes, Ludovicus et Robertus, Johanna, Maria, Jaqueta et Margareta progeniti fuerant), figlia ed erede di Giovanni III Conte di Sancerre e della sua prima moglie, Margherita di Marmande, signora di Sagonne, Marmande e Faye-la-Vineuse, come ci viene confermato dallo storico, chierico, canonista e bibliotecario francese, Étienne Baluze.
Beraldo II delfino d'Alvernia era il figlio maschio primogenito del Delfino d'Alvernia, Conte di Clermont e di Montferrand, Giovanni I e della moglie, Giovanni I era il figlio maschio primogenito del Delfino d'Alvernia, Conte di Clermont e di Montferrand, Beraldo I e della moglie, Maria de la Vie, come conferma lo storico, chierico, canonista e bibliotecario francese, Étienne Baluze), figlia di Pietro II de La Vie, visconte di Villemur, e di Maria Duèze, che secondo la Histoire générale de la province de Quercy. Tome 2 era sorella di Papa Giovanni XXII, nato Jacques Duèze.

## Biografia
Sua madre, Margherita di Sancerre, era al suo secondo matrimonio, avendo sposato in prime nozze, Gerardo Chabot detto Gerardo VI di Retz o di Rays, a cui non aveva dato figli, e, dopo il matrimonio con Beraldo II, il 5 marzo 1376, risolsero con Giovanna di Rays, la sorella ed erede di Gerardo Chabot, il defunto marito di Margherita, i problemi inerenti alla dote di Margherita stessa, come ci viene riportato nel documento n° CCLX del Cartulaire des sires de Rays.
Beraldo viene citato assieme ai fratelli, Giovanni, Luigi e Roberto (Beraldo, Johanne, Ludovico et Rotberto), nel contratto di matrimonio, datato 1390, di sua sorella, Giovanna con il visconte Randonnet di Polignac.
Suo padre, Beraldo II, morì il 17 gennaio 1400, mentre per le Preuves de l'Histoire généalogique de la maison d'Auvergne, tome 2, morì nel 1399 (XVII januari. Obiit dominus Beraldus comes Claromontensis, Delphinus Arverniæ et dominus Mercorii, anno MCCCXCIX). Beraldo, essendo il figlio primogenito, gli succedette come Beraldo III Delfino d'Alvernia.
Sua madre, Margherita, nel 1403, divenne contessa di Sancerre si sposò in terze nozze con Giovanni di Randan, signore di Saligny, a cui non diede figli, ed infine, nel 1408, in quarte nozze, con Giacomo di Montbron, signore di Montbron, Siniscalco d’Angoumois e Maresciallo di Francia, di cui fu la seconda moglie.
Nel 1409, Beraldo aiutò il cognato, Luigi II di Borbone, marito della sua sorellastra, Anna, a cacciare dalle sue terre briganti ed inglesi.
Sua madre Margherita morì nel 1419, e Beraldo le succedette nella contea di Sancerre.
Nel 1424, Beraldo, secondo un documento delle Preuves de l'Histoire généalogique de la maison d'Auvergne, tome 2, fu citato in giudizio per una questione ereditaria, nella contea di Sancerre.
Beraldo morì due anni dopo, durante una riunione del consiglio del re di Francia Carlo VII; in presenza del re, Beraldo fu ucciso da un certo Tannegui du Châtel; la data di morte è riportata nelle Preuves de l'Histoire généalogique de la maison d'Auvergne, tome 2, il 28 luglio 1426 (XXVIII julii. Obiit d. Beraldus Dalphini comes Claromontensis, MCCCCXXVI). A Beraldo come Delfina d'Alvernia e contessa di Sancerre gli succedette l'unica sua figlia, Giovanna.

## Matrimoni e discendenza
Nel 1409 Beraldo aveva sposato Giovanna de La Tour (ca. 1390 - ca. 1415), figlia della Contessa d'Alvernia e di Boulogne, Maria I e del marito, il signore de La Tour, Bertrando IV; in quello stesso anno, prima del matrimonio, Beraldo (Beraldus Delphinus Arverniæ comes Claromontensis et de Sacrocæsare ac dominus de Mercorio) e la futura moglie Giovanna de La Tour (domicella Johanna de Turre dictorum conjugum filia) sostennero una disputa inerente ad alcune proprietà con i futuri suoceri di Beraldo e genitori di Giovanna, Bertrando (Bertrandus dominus de Turre et Montisgasconis) e Maria (domina Maria de Bolonia filia quondam et nunc heres bonæ memoriæ domini Godafredi de Bolonia domini quondam Montisgasconis uxorque dicti domini de Turre); anche il documento, datato 1436, delle Preuves de l'Histoire généalogique de la maison d'Auvergne, tome 2 cita la moglie di Beraldo, Giovanna (Johanna de Turre praedicti actoris sorore, filia defunctæ Mariæ de Bolonia comitissæ Boloniæ et Alverniæ).
Beraldo da Giovanna ebbe una figlia:
- Giovanna (1414 - 1436), citata come figlia di Beraldo III e Giovanna de La Tour, in un documento, datato 1436, delle Preuves de l'Histoire généalogique de la maison d'Auvergne, tome 2 (Johanna Dalphina)[1], Delfina d'Alvernia e contessa di Sancerre[13].

Dopo essere rimasto vedovo, Beraldo, nel 1426, si sposò, in seconde nozze, con Margherita di Chauvigny († 1473), come conferma il documento nº 5273 dei Titres de la maison ducale de Bourbon, inerente al contratto di matrimonio stipulato il 14 luglio 1426, a Issoudun, figlia di Guido II di Chauvigny Signore di Châteauroux e Visconte di Brosse e la sua seconda moglie Antonietta di Cousan; rimasta vedova dopo pochi giorni di matrimonio, Margherita si sposò in seconde nozze con Giovanni II di Blois-Châtillon, futuro Conte de Penthièvre e Visconte di Limoges, come viene confermato dal necrologio di Margherita riportato nelle Preuves de l'Histoire généalogique de la maison d'Auvergne, tome 2.
Beraldo da Margherita non ebbe figli.

### Fonti primarie
- (LA)  Baluze, Preuves de l'Histoire généalogique de la maison d'Auvergne, tome 2.
- (LA)  Preuves de l'Histoire généalogique de la maison d'Auvergne.
- (LA, FR)  Histoire généalogique des ducs de Bourgogne de la maison de France.

### Letteratura storiografica
- (FR)  Baluze, Histoire généalogique de la maison d'Auvergne, tome 1.
- (FR)  L'art de vérifier les dates des faits historiques, des chartes, des chroniques.
- (FR)  Histoire généalogique de la maison d'Auvergne, justifiée par chartes, titres.
- (FR)  Histoire générale de la province de Quercy. Tome 2.
- (FR)  Archivies historique du Poitou.
- (FR)  Titres de la maison ducale de Bourbon.